# フロベニウス多様体
数学の一分野の微分幾何学において、フロベニウス多様体(Frobenius manifold)は、接空間上のある整合性を持つ乗法構造を持つ平坦リーマン多様体である。考え方はフロベニウス代数から接バンドルへ一般化される。フロベニウス多様体はドブロヴィン(Dubrovin)により導入された。
フロベニウス多様体は、自然にシンプレクティックトポロジー、さらに詳しくは、量子コホモロジーの問題の中で自然に発生する。最も広い定義は、リーマン超多様体(supermanifold)の圏で定義される。ここでの議論は、滑らかな（実）多様体に限ることする。複素多様体に限ることも可能である。

## 定義
M を滑らかな多様体とし、M 上のアフィン平坦構造とは、切断が 0 となる接バンドルと接ブラケットのペアによりはられるベクトル空間 TM の層 Tf であることとする。
局所的な例として M のチャート上の座標ベクトル場を考えると、チャートの被覆族にたいするそのようなベクトル場を貼り合せることが可能であれば、多様体はアフィン平坦構造を持つ。
さらに M 上にリーマン計量を与えると、すべての X と Y のベクトル場に対して g(X, Y) が局所的に平坦であれば、計量は平坦構造と整合性を持つ。
リーマン多様体がアフィン平坦構造と整合性を持つことと、曲率テンソルがどこでも 0 であることとは同値である。
TM 上の可換積 * の族は、
{\displaystyle X*Y=A(X,Y).\,}
と通した S2(T*M) ⊗ TM の切断 A と同値である。
さらに、性質
{\displaystyle g(X*Y,Z)=g(X,Y*Z).\,}
を要求する。このことは合成 g#∘ A が対称 3-テンソルであることを意味する。特に、定数の積を持つ線型フロベニウス多様体 (M, g, *) はフロベニウス代数であることを意味する。
(g, Tf, A) が与えられると、局所ポテンシャル Φ は局所滑らかな函数で、すべてのベクトル場 X, Y, と Z に対し、
{\displaystyle g(A(X,Y),Z)=X[Y[Z[\Phi ]]]}
を満たす。
現在は、フロベニウス多様体 (M, g, *) は、いたるところで局所ポテンシャルを持ち、結合的である対称 3-テンソルを持つ平坦リーマン多様体 (M, g) である。

## 基本的性質
積 * の結合性は、局所ポテンシャル Φ の次の二階偏微分方程式と同値である。
{\displaystyle \Phi _{,abe}g^{ef}\Phi _{,cdf}=\Phi _{,ade}g^{ef}\Phi _{,bcf}\,}
ここにアインシュタインの記法は、Φ,a が函数 Φ の偏微分をすべて平坦であるとする座標ベクトル場 ∂/∂xa により表した。gef は計量の逆の係数である。
従って、方程式は結合方程式、あるいは、ウィッテン・ダイグラーフ・ヴァーリンデ・ヴァーリンデ方程式(Witten–Dijkgraaf–Verlinde–Verlinde (WDVV) equation)と呼ばれる。

## 例
量子コホモロジーからフロベニウス代数の例が出てくる。すなわち、半正値のシンプレクティック多様体 (M, ω) が与えられると、偶の量子コホモロジー QHeven(M, ω) の中に 0 の開近傍 U が存在し、そこでは U の中のすべての a に対し大きな量子積 *a が解析的であるようなC 上のノヴィコフ環を持っている。そこで、U と交叉形式 g = <·,·> は（複素）フロベニウス多様体である。
フロベニウス多様体の第二の大きなクラスは、特異点論から来る。つまり、孤立特異点の最小普遍変形の空間はフロベニウス多様体の構造を持っている。このフロベニウス多様体は、齋藤恭司の原始形式と密接に関係している。